# Gilchrist MacNachtan

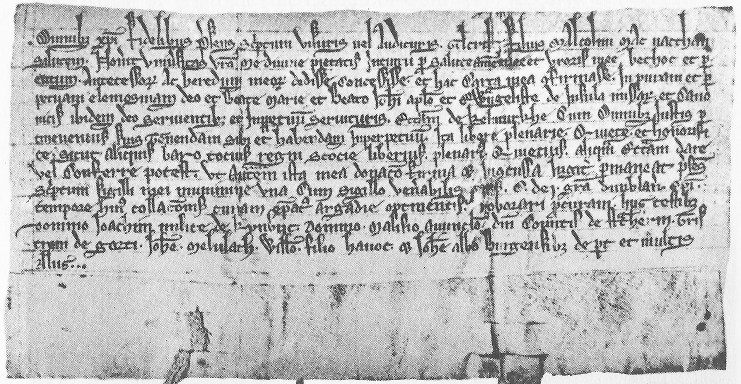
Charte de Gilchrist à l'abbaye d'Inchaffray, datant d'environ 1247.

Gilchrist MacNachtan (également connu sous le nom de Cristinus) est un magnat écossais du XIIIe siècle.

## Biographie
Fils de Malcolm MacNachtan, Gilchrist est probablement originaire de Lorne. Deux chartes, datant respectivement d'environ 1246 et 1247, révèlent qu'il a fait deux concessions de l'église de Kilmorich, située à l'entrée du Loch Fyne, à l'abbaye d'Inchaffray. La première concession décrit Gilchrist comme un « baron du royaume », et les deux concessions mentionnent le nom de sa femme, Bethoc, et le nom de son père. Un sceau de cire verte est attaché à la deuxième charte, blasonné d'une bande surmontée d'un label à cinq points en chef, et se lit en latin « S Gilecrist Macnachten ». Les éléments héraldiques du sceau peuvent être la preuve que la famille de Gilecrist était apparentée aux Bissett.
En 1267, Alexandre III, roi d'Écosse, accorde à Gilchrist la garde du château de Fraoch Eilean, une île située à l'extrémité nord du Loch Awe. La charte du roi à Gilchrist stipule que ce dernier doit détenir le château du roi et être prêt à offrir l'hospitalité au roi chaque fois qu'il souhaite lui rendre visite. Il y a des raisons de penser que la charte documentant la concession est fausse. Quoi qu'il en soit, une telle concession s'inscrit dans le contexte de la consolidation continue du pouvoir royal écossais dans les franges occidentales du royaume dans les années qui ont suivi le traité de Perth. La première phase de construction sur le site du château remonte aux XIIe et XIIIe siècles, et les vestiges du château datant de cette période ressemblent beaucoup aux premiers vestiges du château de Sween.
En 1277, un contrat entre Hugues d'Abernethy et la veuve de Gilchrist, Ethena, indique que cette dernière possède un tiers des terres de Gilchrist « de droit et par la loi du pays ». On ne sait pas si la forme du nom d'Ethena dans cette source est une forme latinisée du nom de Bethoc, ou si Ethena est une épouse ultérieure de Gilchrist. Gilchrist est l'un des premiers membres du clan Macnaghten à apparaître dans les archives, son père étant le plus ancien. D'autres sources contemporaines révèlent que Gilchrist avait deux frères, Ath et Gilbert.